# Манілайд
Манілайд (ест. Manilaid, також ест. Manõja, Manija: Манійя, Манія) — естонський острів у Пярнуській затоці, найменший заселений острів у Європі. Острів входить у
культурний простір Кіхну, який занесений у список нематеріальної культурної спадщини ЮНЕСКО.

## Географія
Манілайд один з багатьох невеликих островів Естонії. Розташований у Пярнуській затоці знаходиться між островом Кіхну (7,5 км) та півостровом Тістамаа (1 км). Довжина острова — 4,5 км, максимальна ширина — 0,5 км. 
Під час сильного шторму та припливу острів ділиться на три частини. 
Поблизу Манілайд розташований острівець Аннілайд (площа 0,03 км²).
У центрі острова Манілайд лежить один із найбільших льодовикових валунів Пярнумаа — валун Коккиківі (Kokkõkivi), інша назва — Коткаківі, Kotkakivi, «Орлиний камінь». Висота валуна — 3,5 м, довжина — 6 м, ширина — 3,2 м.

## Флора та фауна

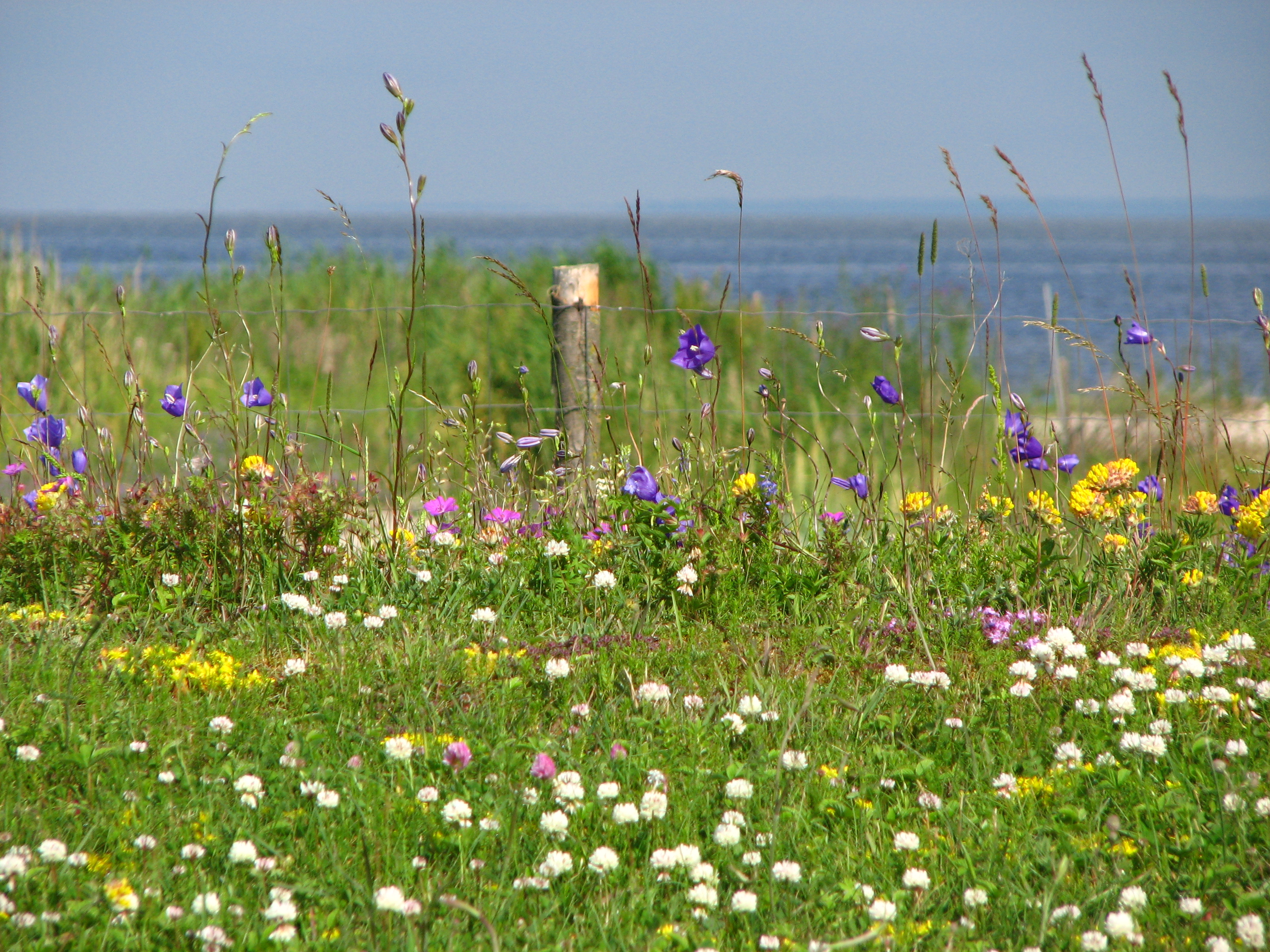

Манілайд покритий береговими луками та чагарниками ялівцю. Острів є місцем існування рідкісних видів рослин та водоплавних птахів. 
У 1991 році на острові створено ландшафтний заказник Манійя площею 204 га. 
На острові є 338 видів рослин, з яких 12 охороняються, серед яких: миколайчики приморські, бровник однобульбовий, зозульки м'ясо-червоні, коручка болотна, зозулині сльози, зозулинець шоломоносний, сон лучний. 
Гніздяться на Манілайді 81 вид птахів, серед яких: лунь очеретяний, чорноволик, пісочник, турухтан, грицик великий, травник, крем'яшник звичайний, крячок річковий, крячок малий, крячок полярний, сова болотяна, сорокопуд терновий та кропив'янка рябогруда. 
Також на острові живуть єнот, норка, ропуха очеретяна.

## Клімат
На острові континентальний клімат. Середньорічна температура становить 6 °С. Найтепліший місяць серпень, середня температура становить 18 °С, найпрохолодніший місяць січень, з середньою температурою -4 °С.
| Кліматограма Манілайда                                               | Кліматограма Манілайда | Кліматограма Манілайда | Кліматограма Манілайда | Кліматограма Манілайда | Кліматограма Манілайда | Кліматограма Манілайда | Кліматограма Манілайда | Кліматограма Манілайда | Кліматограма Манілайда | Кліматограма Манілайда | Кліматограма Манілайда |
| -------------------------------------------------------------------- | ---------------------- | ---------------------- | ---------------------- | ---------------------- | ---------------------- | ---------------------- | ---------------------- | ---------------------- | ---------------------- | ---------------------- | ---------------------- |
| С                                                                    | Л                      | Б                      | К                      | Т                      | Ч                      | Л                      | С                      | В                      | Ж                      | Л                      | Г                      |
| 0 −2 −5                                                              | 0 −5                   | 0 3 −3                 | 0 5 −1                 | 0 11 7                 | 0 15 12                | 0 18 16                | 0 19 17                | 0 14 12                | 0 9 4                  | 0 2 1                  | 0 2 −1                 |
| Середня макс. і мін. температури повітря (°C) Атмосферні опади (мм), |                        |                        |                        |                        |                        |                        |                        |                        |                        |                        |                        |

## Історія

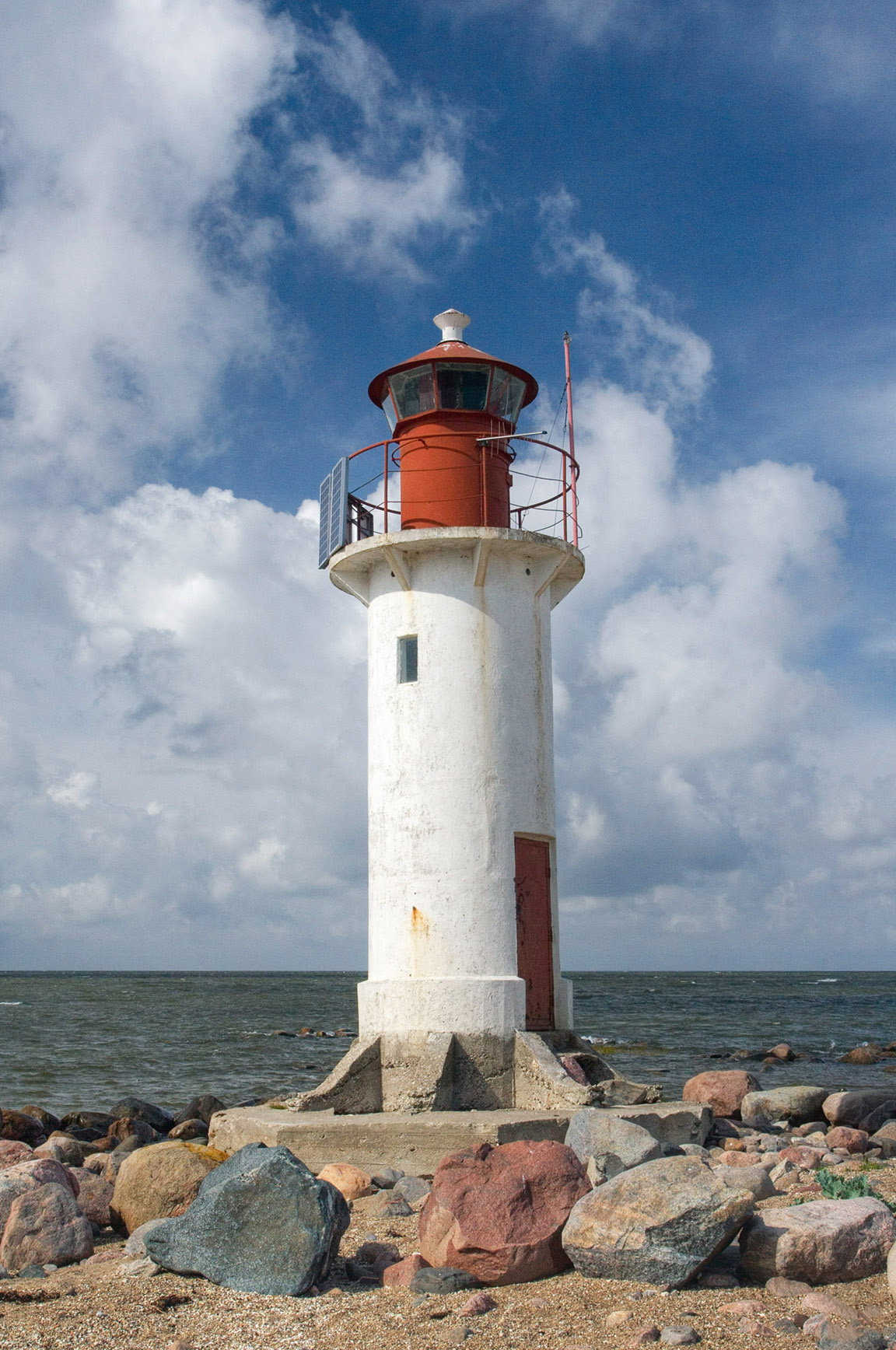
Маяк Манійя

Пеша письмова згадка про острів датується 1560 роком. У 19 столітті острів Манілайд використовувався селяни маєтку Поотсі як сіножать, та рибалки з Кіхну перечікували тут шторм. 
У 1933 році Естонська Республіка дала дозвіл на заснування рибальських хуторів на острові Манілайд. Того ж року 22 сім'ї з острова Кіхну переселилося на острів Манілайд. 
Вже у 1934 році на острові було відкрито поштове відділення. 
У 1933 році на південному мисі Паппін отс був побудований 8-метровий маяк Манійя (Manija tulepaak) за проектом архітектора Армаса Луйґе. У 2015 році пройшли обговорення про перенесення та реставрацію маяка.
Під час шторму взимку 2005 року острів був практично затоплений. 
У 2008 році був проведений ремонт причалу та будівництво нового поромного причалу та молу.

## Населення
Адміністративно острів відноситься до волості Тистамаа повіту Пярнумаа. На острові розташоване село Манія, станом на 2017 рік, у якому мешкає 53 особа, що проживають у 14 господарствах. 
| 2006 | 2011 | 2015 | 2016 | 2017 |
| 49   | ↘ 31 | ↗ 45 | ↗ 51 | ↗ 53 |

Населення острова зуміло зберегти своєрідні культурні традиції. Так понині жінки острова навіть у будні носять яскраві національні спідниці.

## Економіка
Рибальство, сільське господарство та туризм становить основне заняття для місцевих жителів. На  острові діє туристичний хутір.

## Транспорт
На острів Манілайд регулярно прибувають пороми, що виходять з порту села Лао. Також між островом та материком регулярно курсує невелике судно «Mann», двічі в день відходить з порту селища Тистамаа до села Манія. Взимку Пярнуська затока замерзає, що дає змогу пересуватися до материкової частини Естонії по кризі Балтійського моря.

## Світлини

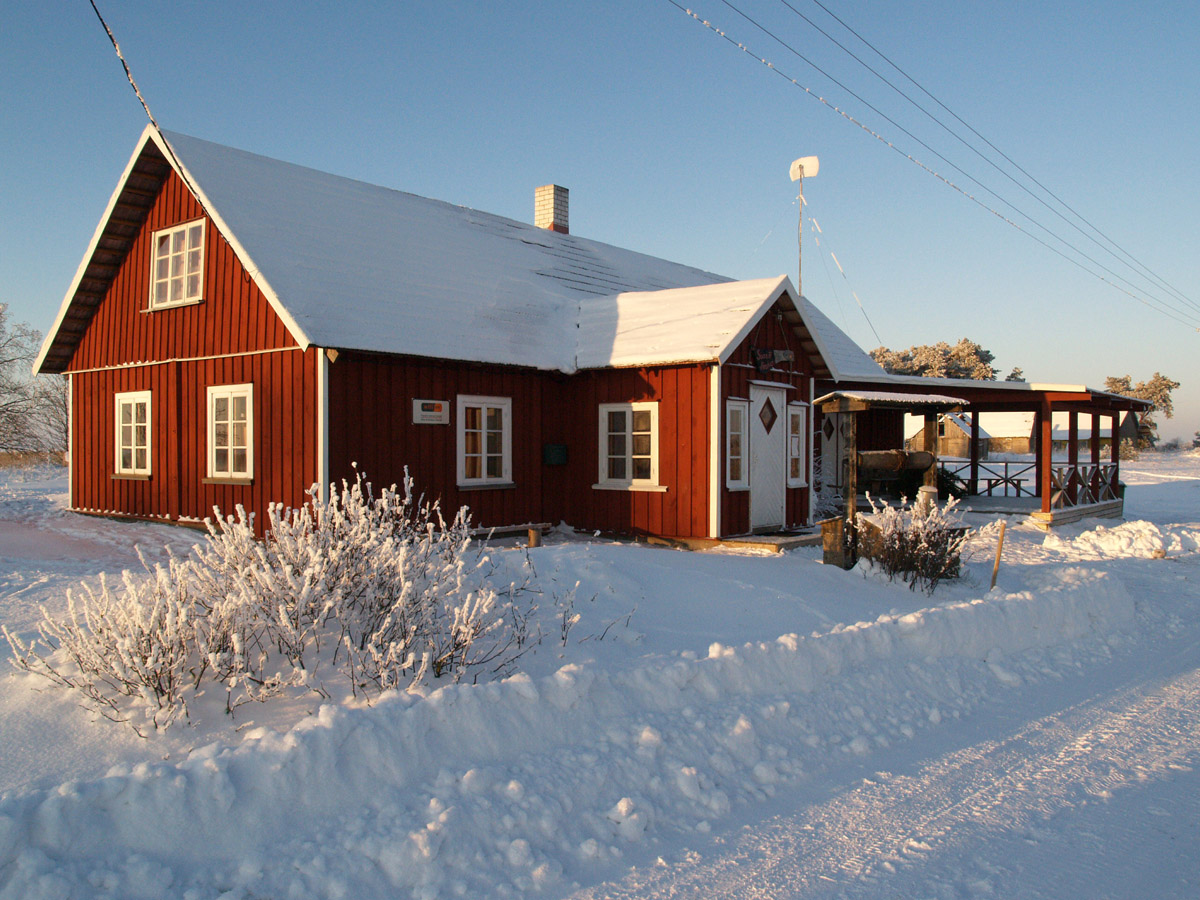
Народний дім села Манія
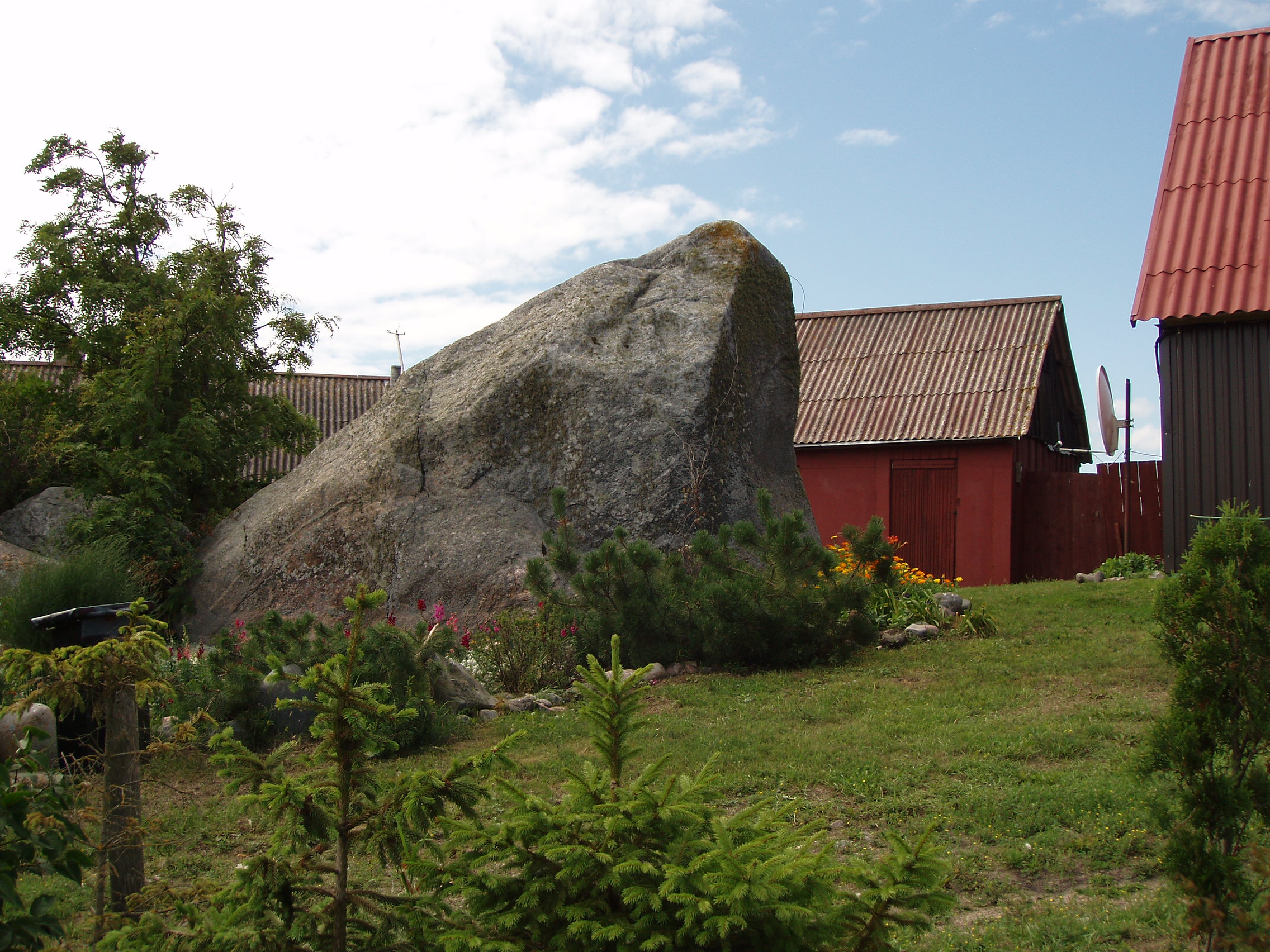
Валун Коккиківі
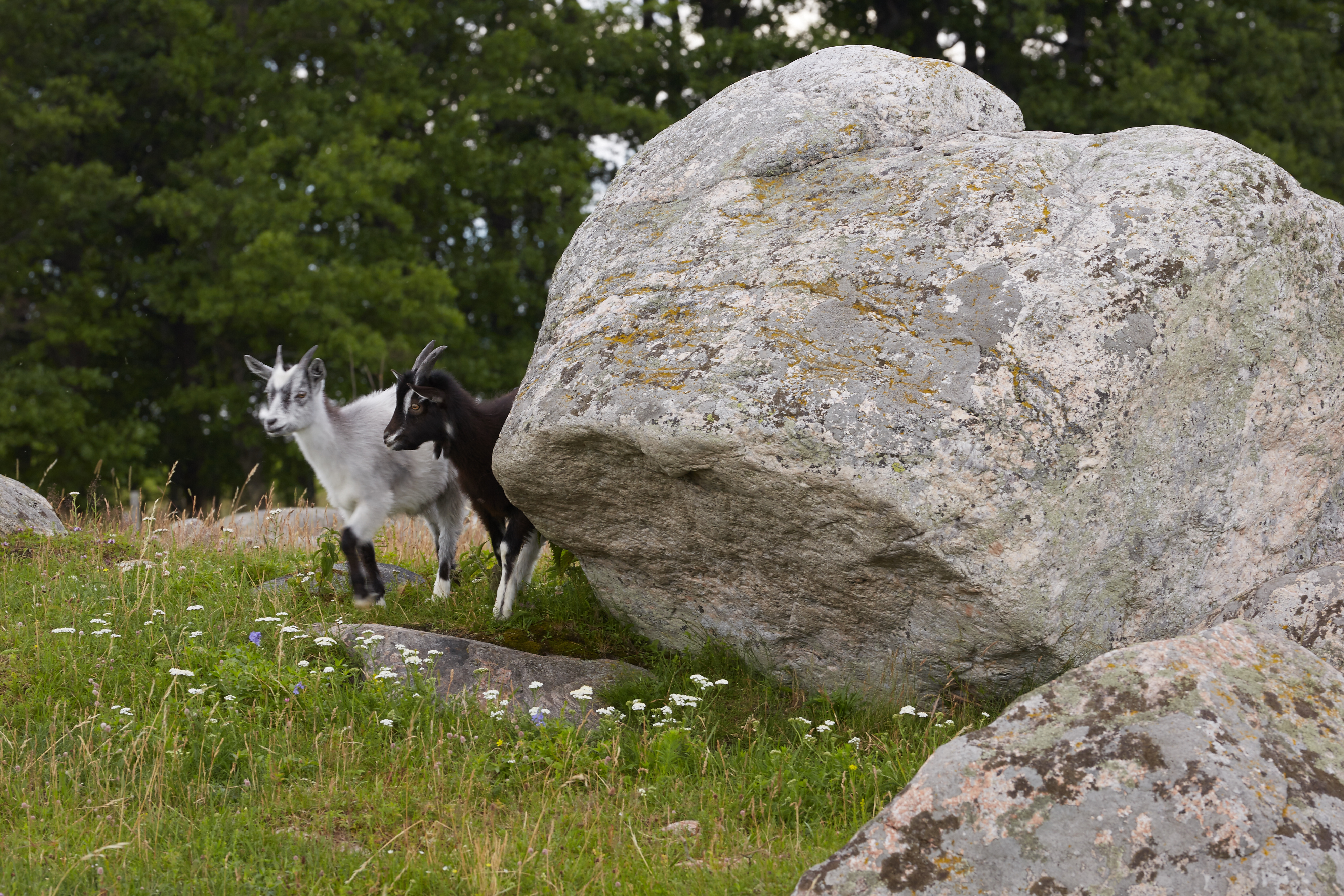
Валун
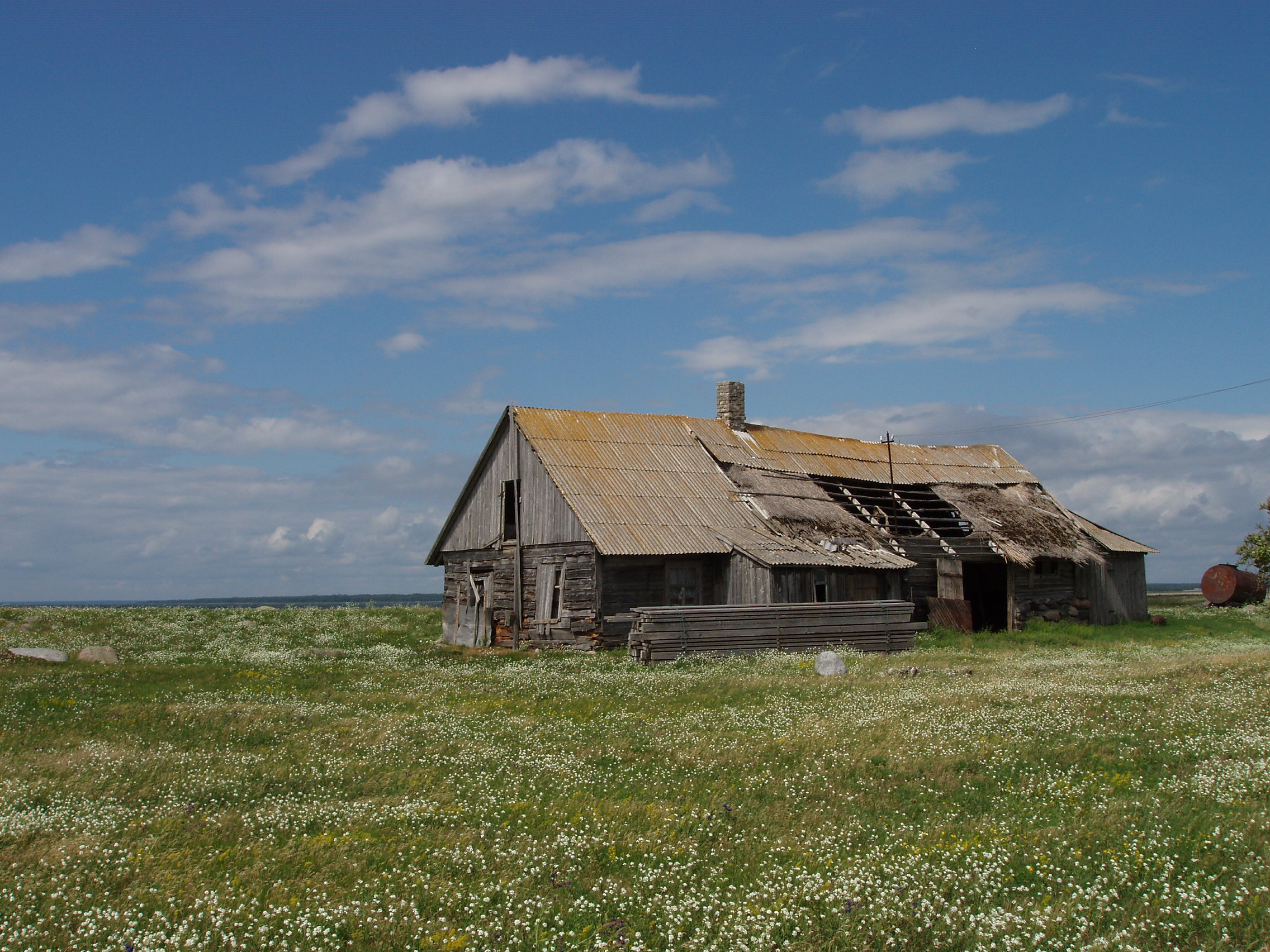
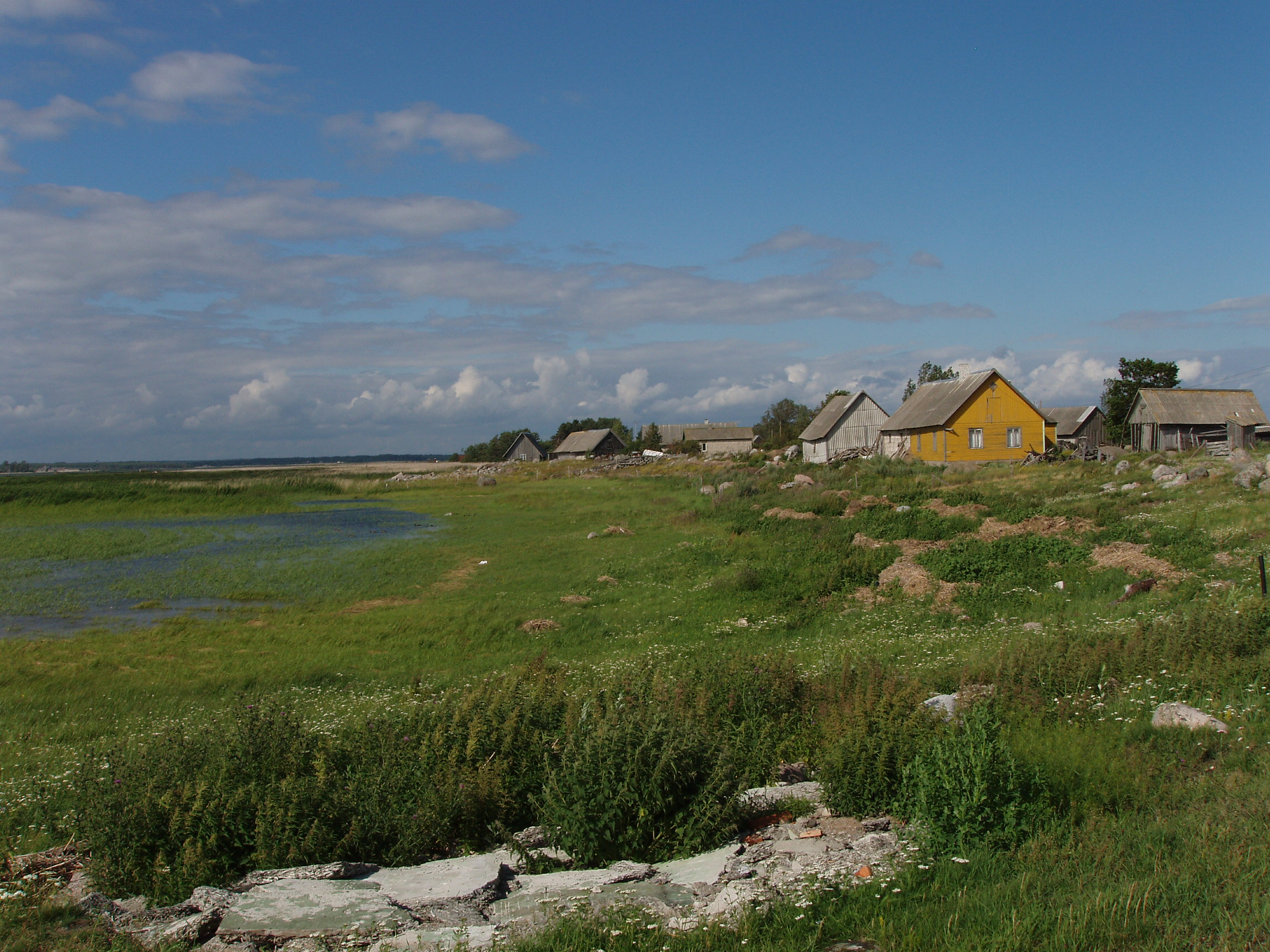
Село Манія
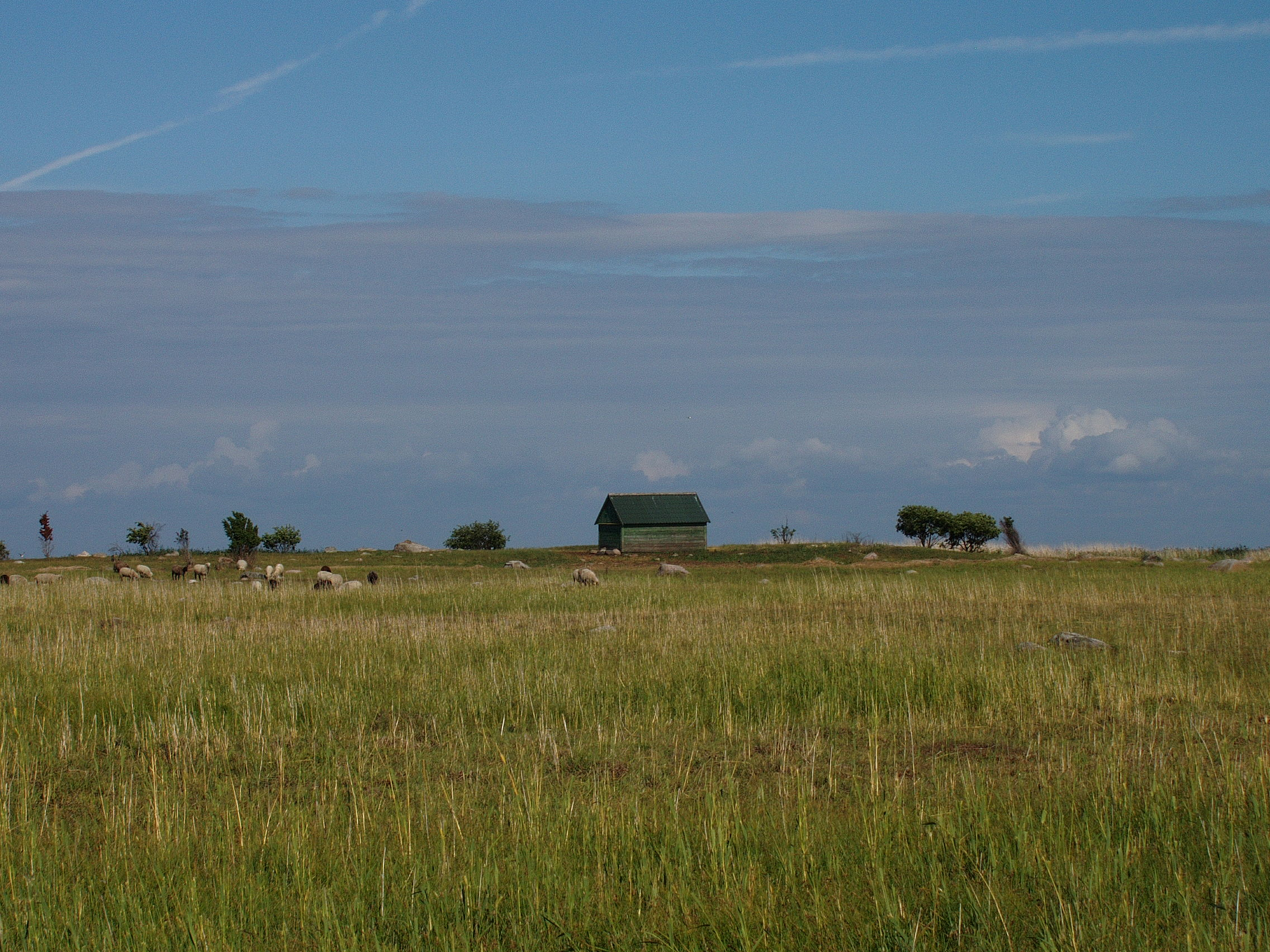
Село Манія